# فيفيان أموريم
فيفيان أموريم (بالبرتغالية: Vivian Amorim‏) هي متسابقة ملكة الجمال وعارضة ومقدمة تلفزيونية برازيلية، ولدت في 20 مارس 1993 في ماناوس في البرازيل.

## وصلات خارجية
- فيفيان أموريم على موقع IMDb (الإنجليزية)